# Xilofagia
A xilofagia é a acção de comer madeira, do grego  xylos - madeira.
Característica de alguns animais, tais como o cupim ou o taredo.
Em alguns quadros clínicos humanos, também se verifica esta situação.
Em grego o equivalente seria: xylotomous: XYLo- "madeira" + TOM- "comer/cortar" + -ous "inclinação para/predosposição para... comer/cortar madeira.